# 斯莫爾灣
斯莫爾灣（英語：Small Bay），是南極洲的海灣，位於南喬治亞群島，處於福圖納灣東部，在1931年由英國海軍繪入地圖，該海灣由英國海外領土管轄。